# 李稷 (宋朝)
李稷（？—1082年），字长卿，邛州（今邛崃）人，北宋官员。

## 生平
國子監博士官出身。以父李绚之荫官，为将作监主簿，历任河北西路、东路转运判官。後任陕西转运使、管理官盐，以苛暴著称。李稷督运粮草，民夫苦，逃者多，李稷将数千民夫斬斷足筋，凄惨响彻山谷，数日而死。时人稱：“寧逢黑杀，莫逢稷察。”元豐五年（1082年）赴永樂城（今陝西米脂西北）考察，遇西夏軍來犯，城破，死于乱军之中，有人認為是宋軍不滿李稷暴虐無道，乘亂將他殺了。